# Távolban egy fehér vitorla (regény)
A Távolban egy fehér vitorla (Белеет парус одинокий) Valentyin Petrovics Katajev 1936-ban megjelent műve. A klasszikus szovjet ifjúsági regény Magyarországon a rendszerváltás előtti nemzedékek kedvelt olvasmánya volt. A regény Katajev gyermekkori élményeiről szól, címe Lermontov Vitorla című versének kezdősorát idézi.
Távolban egy fehér vitorla

Tenger kék ködén átragyog.
Mért indult messzi országokba?

És otthonában mit hagyott?

## Történet
|  | Alább a cselekmény részletei következnek! |

1905-ben Odesszában és környékén játszódik a mű a cári Oroszországban, az orosz forradalom idején.
Petya az édesapjával és az öccsével a nyári vakációról hazafelé indult vidékről. A postakocsival történő utazás során egy - a katonák elől menekülő - férfi a járműben talált menedéket. Az utasok nem árulták el az üldözőknek a Patyomkin páncélos matrózát. A hajóúton Petya tanúja volt annak, amikor egy titkosrendőr rábukkant a keresett matrózra, Rogyion Zsukovra. A fiatal lázadó azonban kicsúszott a spicli kezéből, amikor a hajó partközelbe ért, a matróz tengerbe vetette magát, és úszni kezdett a szárazföld felé.
Az árva Gavrik Odesszában a tenger közelében élt a nagyapjával. Halászatból tartották el magukat, de nagyon nehéz volt a megélhetés számukra, pedig mindketten erőn felül dolgoztak. Gavrik és Petya már régről ismerték egymást, a halászlegény már nagyon várta, hogy újra találkozhasson a vakációról hazatérő barátjával.
A matróz két nap óta alig aludt, alig evett valamit, negyven-ötven versztet gyalogolt. Amikor a vízbe zuhant, akkor a ruhája és a csizmája is akadályozta az úszásban. Nagy nehézségeket követően egy bárkába kapaszkodott, nem bírt volna a partig úszni. Gavrik és a nagyapja segítettek a nagybeteg Rogyion matrózon, becsülettel ápolták – elrejtve a férfit – a kunyhójukban. A közeli vurstliban Gavrik éppen a céllövöldét nézte, amikor egy ismeretlen férfire lett figyelmes, aki idegen matróz után kérdezősködött. A kisfiú szóba elegyedett a detektívvel, de sikerült félrevezetnie a nyomozót.
A két jó barát a Közel Malomba ment a halászfiú bátyjához. Itt Petya megismerkedett Tyerentyij családjával, és szerelmes lett Motyába, Gavrik bátyjának kislányába.
A rendőrség rajtaütött a halászkunyhón, de a matróznak és az itt tartózkodó munkásoknak sikerült megszökniük a katakombákon keresztül. Gavrik nagyapját azonban megverték és elhurcolták, börtönbe került. Gavrik sem úszta meg, őt is bántalmazták.
A zavargások idején a fiúk szállították a lőszereket a lázadóknak. Petya, aki közben középiskolás lett, sokáig gomboknak hitte a nehéz csomagokat, amiket Gavrik vitt a forradalmároknak. Egyszer azonban Gavrik helyett a gimnazista fiúnak kellett a zacskóban lévő töltényeket átvinnie a rendőri kordonon keresztül. Petya az iskolatáskájában szállította a lőszert a szorongatott helyzetben levő felkelőknek.
|  | Itt a vége a cselekmény részletezésének! |

## Szereplők
- Petya (Pjotr: 8 és fél éves)
- Gavrik (kilencéves)
- Rogyion Zsukov matróz
- Vaszilij Petrovics Bacsej, középiskolai tanár; Petya és Pavlik apja
- Pavlik (Pavel: négyéves)
- Tatjana Ivanovna, Petya nagynénje
- Gavrik nagyapja
- Tyerentyij, Gavrik bátyja
- Motya, Tyerentyij lánya
- Madám Sztorozsenko, piaci kofa
- Dunya, Bacsejék házvezetőnője
- Joszif Karlovics, a céllövöldés
- detektív

## Magyarul
- A távolban egy fehér vitorla; ford. Gyáros László; Szikra, Bp., 1946
- A távolban egy fehér vitorla. Színmű; ford. Lajta Zoltán; Magyar Ifjúság Népi Szövetség, Bp., 1948
- Távolban egy fehér vitorla; ford. Gyáros László, Szőllősy Klára, versford. Gáspár Endre; Móra–Kárpátontúli Területi Kiadó, Bp.–Uzshorod, 1963 (Iskolai könyvtár)